# Fan-coil

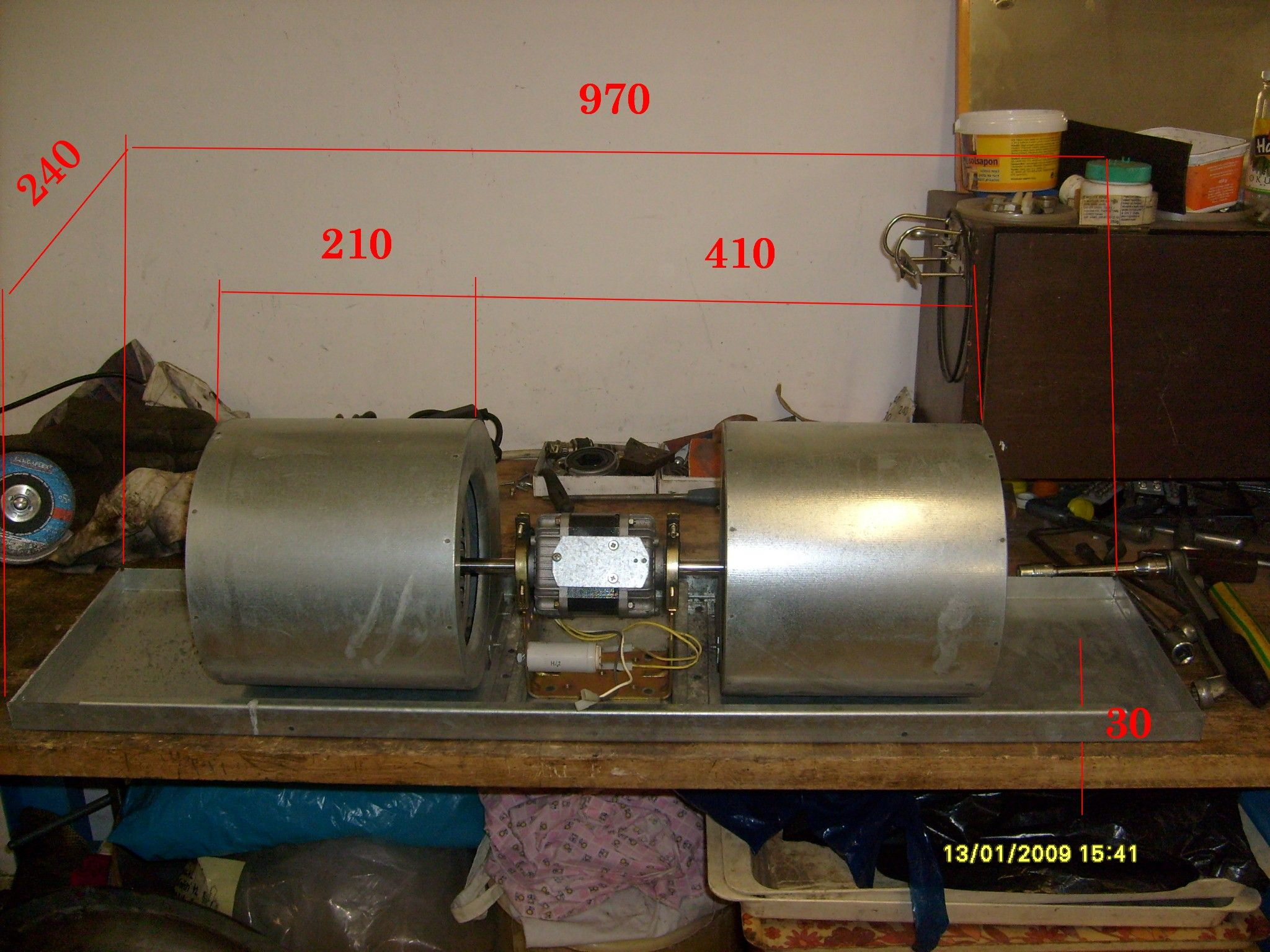
Zdvojený radiální ventilátor demontovaný z fan-coilu

Fan-coil (FC, fancoil) je zařízení na bázi konvektoru určené k distribuci tepla nebo chladu do pobytových prostor a zajištění tepelné pohody prostoru. Fancoily jsou komponenty topných soustav. Pracují na principu teplosměnné plochy s nuceným prouděním vzduchu, které zajišťuje vestavěný ventilátor.
Jednotky mohou být řešeny jako volně stojící, nástěnné čili zavěšené (s pláštěm), nebo vestavěné, např. stropní, podlahové (bez pláště). Předností některých typů FC je malá hloubka.

## Konstrukce a ovládání
FC obsahuje ventilátor a výměník tepla. Do výměníku je rozvody přiváděna otopná voda připravovaná centrálně v kotelně, nebo chladicí voda připravovaná ve strojovně chlazení nebo v lokálním chladiči. Intenzitu vytápění i chlazení lze regulovat škrcením (snižováním průtoku otopného či chladicího média) nebo změnou otáček ventilátoru. Ovládání může být jak místní (termostat je v místnosti), tak dálkové, z velínu. Ventilátor žene vzduch přes výměník, kde se vzduch ohřeje nebo ochladí, do temperované místnosti. Při chlazení vzduchu je třeba napojit na FC potrubí odvádějící kondenzát.

## Použití
FC se používají tam, kde je třeba prostor jak vytápět, tak chladit, např. v administrativních budovách, v hotelích aj. Podlahové konvektory se osazují pod velké prosklené obvodové konstrukce budov, aby se zamezilo rosení skla.